# Eletica posticemaculata
Eletica posticemaculata là một loài bọ cánh cứng trong họ Meloidae. Loài này được Kaszab miêu tả khoa học năm 1955.